# Caleruela
Caleruela é um município da Espanha na província de Toledo, comunidade autónoma de Castilla-La Mancha, de área 9 km² com população de 284 habitantes (2007) e densidade populacional de 31,56 hab./km².

## Demografia
| Variação demográfica do município entre 1991 e 2004 | Variação demográfica do município entre 1991 e 2004 | Variação demográfica do município entre 1991 e 2004 | Variação demográfica do município entre 1991 e 2004 |
| --------------------------------------------------- | --------------------------------------------------- | --------------------------------------------------- | --------------------------------------------------- |
| 1991                                                | 1996                                                | 2001                                                | 2004                                                |
| 363                                                 | 326                                                 | 293                                                 | 296                                                 |